# Billboard Canadian Albums
Billboard Canadian Albums – oficjalna lista najpopularniejszych albumów w Kanadzie. Rankingi powstają w każdą środę na podstawie opracowań amerykańskiego systemu Nielsen Soundscan, który bada cotygodniową sprzedaż albumów. Zestawienie było tworzone i podawane oficjalnie do wiadomości publicznej przez portale Jam!, Canoe.ca oraz magazyn Billboard w każdy czwartek, wraz ze spisem najpopularniejszych singli w Kanadzie Canadian Singles Chart. Zestawienie powstaje na podstawie danych z ostatniego tygodnia.
Zestawienie składało się z 200 pozycji, a 100 pierwszych miejsc było wyświetlanych przez portal Jam!.
Obecnie notowanie publikowane jest przez Billboard.